# Judith Hoersch
Judith Hoersch (ur. 15 marca 1981 w Kolonii) – niemiecka aktorka, śpiewaczka, aktorka głosowa i autorka.

## Biografia
Judith Hoersch jest córką dziennikarza muzycznego Teddy'ego Hoerscha.
Zadebiutowała w serialu WDR Die Anrheiner i serialu RTL Mein Leben & Ich (2000–2004). Jeszcze przed nauką w szkole aktorskiej brała udział w prywatnych zajęciach aktorstwa i śpiewu. Od 2001 do 2004 r. uczęszczała do szkoły aktorskiej Schauspiel Zentrum w Kolonii, gdzie uzyskała dyplom zawodowy. Następnie wyjechała do Los Angeles na stypendium, aby pogłębić swą wiedzę o branży filmowej. Występowała w rolach dramatycznych, a także w komediach Im Spessart sind die Geister los oraz w Grünwald Freitagscomedy i Sesamstraße präsentiert: Eine Möhre für zwei. Uczestniczyła w produkcji wielu seriali telewizyjnych i filmów, m.in. w odcinkach Kieler Tatort – Borowski und die Frau am Fenster, Das geheime Leben der Spielerfrauen, w serialu Das Traumschiff – Emirates, Ich will kein Kind von dir, Der Taunuskrimi, Der Lehrer, Der Kriminalist, Zappelphilipp, Der Staatsanwalt, Starfighter – Sie wollten den Himmel erobern. Hoersch wystąpiła również w filach fabularnych: Männer wie wir, Die Klasse von ’99 – Schule war gestern, Leben ist jetzt und Buddy mit.
Od 2019 r. występuje w tytułowej roli serialu ZDF Lena Lorenz.
Od 2019 r. Hoersch coraz częściej pracuje jako aktorka w Wielkiej Brytanii. Przejęła główną rolę w serialu ITV Albert’s Memorial u boku Davida Jasona i Davida Warnera i zagrała w brytyjskim serialu telewizyjnym The Driver rolę żony Colma Meaneya. Hoersch zagrała również w amerykańskim filmie fabularnym A Cure for Wellness w reżyserii Gore'a Verbinskiego.
Na scenie teatralnej występuje przede wszystkim w Komödie am Kurfürstendamm obok Leslie Maltona, Felixa von Manteuffela i Marion Kracht w różnych przedstawieniach.
Judith Hoersch śpiewa od matury. Wraz z kolońskim producentem Martinem Becherem przygotowała swój muzyczny debiut „Minipop” i w 2012 r. wystąpiła jako support holenderskiej grupy Nits.
Obok kariery aktorskiej pisze scenariusze filmowe i książki. W 2005 napisała scenariusz i wyprodukowała swój pierwszy film krótkometrażowy Marlen & Bijou, grając jedną z tytułowych ról. W 2007 r. powstał drugi film krótkometrażowy Today is my day, w którym również zagrała jedną z ról tytułowych i zaśpiewała tytułową piosenkę. Trzeci pt.: Ilse pojawił się w 2022. Zagrała w nim główną rolę, a wraz z Claudią Engl napisała scenariusz i wyreżyserowała go. Również do tego filmu napisała tytułowy utwór Die Türen dieser Welt wraz ze swym kolegą Karlem Neukaufem.
Hoersch ma jedną córkę i mieszka w Berlinie.

## Teatr
- 2001: Nachtasyl (Na dnie) Maksyma Gorkiego
- 2003: Dom Bernardy Alby
- 2003: Paul liebt Ly
- 2004: Psychoza 4.48
- 2006: Tätowierung[9]

## Filmografia (wybór)

### Kino
- 2002: Blue Hope (film krótkometrażowy)
- 2003: Die Klasse von ’99 – Schule war gestern, Leben ist jetzt
- 2004: Männer wie wir
- 2005: Gisela
- 2005: Winterberg (film krótkometrażowy)
- 2005: Marlen & Bijou
- 2006: Lieben
- 2013: Augenblick
- 2013: Buddy
- 2015: Train Station
- 2016: A Cure for Wellness
- 2017: Schneeflöckchen
- 2017: Das letzte Mahl
- 2018: Die Haut der Anderen
- 2018: Ingenium
- 2020: Freak City[10]

### Telewizja
- 2000: Digital Ghost
- 2000: Nikola (serial telewizyjny)
- 2001–2009: Mein Leben und ich
- 2001–2003: Die Anrheiner
- 2002: Virtual love
- 2002: Kanal fatal
- 2002: Coconut kiss, Serienpilot
- 2002, 2007: Hausmeister Krause – Ordnung muss sein
- 2002: Die Wache (serial telewizyjny)
- 2003: Zwei nach eins
- 2004: Die Beauty-Oueen
- 2004: Das geheime Leben der Spielerfrauen
- 2005: SOKO Köln – Die Rache der Elfen
- 2007–2008: Rote Rosen (odcinki 132–270)
- 2009: Albert’s Memorial
- 2009: Das Traumschiff – Emirate
- 2010, 2016: SOKO Wismar
- 2010: Im Spessart sind die Geister los
- 2011: Inspektor Barbarotti – Verachtung
- 2011: Tatort: Borowski und die Frau am Fenster
- 2011: Der Kriminalist – Grüße von Johnny Silver
- 2012: Zappelphilipp
- 2013: SOKO Stuttgart – Das Wunder von Stuttgart
- 2013: Akte Ex – Der Informant
- 2013: Notruf Hafenkante – Einmal Traumschiff
- 2013: Die Biene Maja (głos Tamary)
- 2014: SOKO Stuttgart – Silicon Sally
- 2014: The Driver
- 2015: Die Rosenheim-Cops – Vertrauen ist gut, Kontrolle ist besser
- 2016: Der Lehrer – Like in a fucking French Movie ... so unverkrampft
- 2017: Ein Dorf rockt ab
- 2017: In aller Freundschaft – Die jungen Ärzte – Mit Leib und Seele
- 2017: Ferien vom Leben (film telewizyjny)
- 2017: Ich will (k)ein Kind von Dir (film telewizyjny)
- 2017: Bodycheck – Mit dem Herz durch die Wand
- 2017: Anne und der König von Dresden
- 2018: Im Wald – Ein Taunuskrimi
- od 2019: Lena Lorenz
- 2019: Meine Nachbarn mit dem dicken Hund (film telewizyjny)[10]